# 海の見える杜美術館

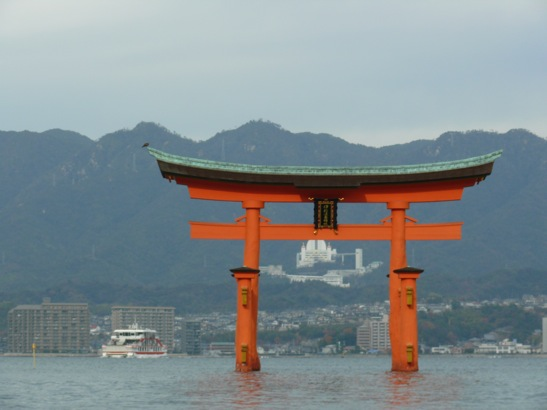
厳島神社から見ると、鳥居の後ろが海の見える杜美術館

海の見える杜美術館（うみのみえるもりびじゅつかん）は、広島県廿日市市大野亀ヶ岡にある美術館。新宗教団体「平等大慧会」が1981年に設立運営。

## 概要
梅本機械製作所の代表取締役で、宗教法人「平等大慧会」設立者の梅本禮暉譽（れいきよ、本名・武）が収集したコレクションを展示する。
収集品は中世から近代にかけての日本美術が大半を占める。代表的な所蔵品として、梅本禮暉譽と関係があった竹内栖鳳やその弟子たちを中心とした京都の近代日本画が挙げられる。その根幹は昭和60年（1985年）に思文閣から一括購入した栖鳳関係資料で、粉本やスケッチ、写真類など数千枚にも及ぶ。浮世絵分野では、歌川広重の花鳥版画に優れ、浮世絵に影響を与えた中国版画も多く所蔵。古代から現代までの香水瓶コレクションを有する。
館内のカフェからは対岸の宮島や瀬戸内海を一望することができ、遥かに厳島神社の赤い鳥居を認めることが出来る。
厳島神社鳥居から海を挟む位置に立することから鳥居からの景観を害するとの声も多数上がる。

## 主な収蔵品
- 『宋版 大般若波羅蜜多経』 冊子600冊（400冊が南宋平江府磧砂版、残り200冊は日本の春日版）
- 岩佐又兵衛工房作か 『松村物語絵巻』 12巻 江戸初期 津山藩松平家伝来
- 『奈良絵本・源平盛衰記』 50冊 江戸初期
- 与謝蕪村 『名士言行図』 六曲一双 明和7年（1770年）
- 与謝蕪村 『奥の細道画巻』 1巻 安永7年（1778年）
- 竹内栖鳳 『羅馬之図』 六曲一双 明治36年（1903年）第五回内国勧業博覧会出品
- 西山翠嶂 『戦争画』 六曲一双 年代不詳
- 小松均 『伊豆石山図画巻』『石廊崎画巻』 昭和15年（1940年）
- 『岩倉具視関係資料』 手紙や意見書など1707点 - 国の重要文化財

## 沿革
昭和56年（1981年）11月そのコレクションを公開するため、前身となる王舎城美術寶物館を開館。平成17年（2005年）9月に館内を全面改装し、名称を現在の「海の見える杜美術館」と改めて現在に至る。

## 平等大慧会
平等大慧会（びょうどうだいえかい）は1954年に姫路市にて梅本武志が立教した宗教団体で、1961年に広島市東区牛田東にて宗教法人化した。教主会長・梅本禮暉譽（れいきよ）を名乗った梅本武志（1910-1999）は、大阪市西区池山町に生まれ姫路で育ち、父母の感化で五歳でキリスト教に入り、幼少期より病弱であったことから宗教心が強く、その後神道や仏教など諸教を体験した。十代の頃より父親の跡を継いで梅本機械製作所を経営、1931年には鹿島房次郎ら神戸の財界人が設立した夜間学校神戸工業高等専修学校を卒業し、火薬や分析機械、戦闘機「飛燕」のエンジン・シャフトの製造などを手掛けて軍需産業の一翼を担った。霊友会姫路支部を脱会後、法華経の大衆皆平等の大義に則り、平等大慧会を設立した。美術コレクターとしても知られ、1981年には王舎城美術寶物館（現・海の見える杜美術館）を建設。武志の死後は、武志と後妻との娘・梅本博予の入り婿である梅本道生（旧姓・鶴、1958年大牟田市生、東京大学工学部卒）が教団の会長、美術館館長、ひろしま・祈りの石国際教育交流財団理事長を務めている。美術館周辺には、王舎城宝殿、本部道場などがあり、その他の教団施設として私塾の平等修学院、鹿児島県に多宝佛塔、涅槃城などがある。

## 利用情報
- 所在地 - 広島県廿日市市大野亀ヶ岡10701
- 開館時間 - 10：00～17：00(入館は16：30まで)
- 休館日 - 月曜日(ただし月曜日が祝日の場合は開館し、翌火曜日休館)、展示替え期間中、2月11日、5月7日、11月11日
- 入館料 - 一般：1,000円　　高校生・大学生：500円　　中学生以下：無料 （障がい者手帳などをお持ちの方は半額。介添えの方は1名無料。20名以上の団体は各200円引き）
- 駐車場 - お客様用駐車場は無料、 自家用車:100台、バス:10台
- レストラン -  敷地内にフレンチレストラン　SEIHO OMBRAGE.（セイホウ・オンブラージュ)、お食事処　杜の休憩所がある
- 敷地内の遊歩道には約800本・10数種もの桜がある

## 交通アクセス
- 山陽本線「宮島口駅」または広島電鉄宮島線「広電宮島口駅」からタクシーで約10分。山陽自動車道「大野インターチェンジ」から車で約10分。